# Clear Creek Township (comté de Johnson, Iowa)
Pour les articles homonymes, voir Clear Creek Township.
Clear Creek Township est un township du comté de Jefferson en Iowa, aux États-Unis,.
Il est fondé en 1846.

## Source de la traduction
- (en) Cet article est partiellement ou en totalité issu de l’article de Wikipédia en anglais intitulé « Clear Creek Township, Johnson County, Iowa » (voir la liste des auteurs).